# Râul Valea Hancii
Râul Valea Hancii este un curs de apă, afluent al râului Secaș. 